# マイロン・ティモシー・ヘリック
マイロン・ティモシー・ヘリック（Myron Timothy Herrick, 1854年10月9日 - 1929年3月31日）は、アメリカ合衆国の政治家。共和党所属。第42代オハイオ州知事を務めた。

## 生涯
1854年10月9日、ヘリックはオハイオ州ロレイン郡のハンティントン郡区に生まれた。父親は地元の農場主ティモシー・ロビンソン・ヘリック (Timothy Robinson Herrick) であった。
ヘリックは1904年から1906年までオハイオ州知事を務めた。ヘリックは続いて駐フランス大使となり、1912年から1914年まで、および1921年から1929年まで大使職を務めた。
ヘリックは大使在職中の1929年3月31日、心臓麻痺により死去した。ヘリックは1916年に連邦上院議員に立候補したが、民主党の対立候補アトリー・ポメリンに敗れた。